# Zuba
Zuba fou un antic estat a Nigèria, avui gairebé formant el territori de la capital, Abuja. Els koros que tenen origen en els jukun (kororofa) van arribar a la zona al segle XV procedents de la regió del riu Benue, Zaria (Nigèria) i Kano, dividits en dos grups: els Koro Zuba i els Koro Nula. Es van donar el nom d'afiki, que vol dir poble [koro] del nord. Van fundar petits estats que va acollir a altres pobles que van anar a viure amb ells buscant protecció.
Els primers pobladors es van establir a la zona de la roca Zumwa, amb diversos centres: Shinapa, Chaci, Zuma, Luki, Esa, Yeku, Huntu, Wagu ‘Kasa’ i wagu ‘Bisa’. A l'entorn de la roca Zumwa es va establir el primer gran lideratge d'un cap anomenat Agora amb centre a Shinapa que controlava la plana al sud-est de la roca Zumwa; però la plana no era segura i el poble es va traslladar a Dobwomu buscant un lloc més protegit. Alli se'ls van unir els koros de Kutumbawa (de la regió de Kano) però la zona no era prou gran per tanta gent i van decidir traslladar-se a Ezuba no gaire lluny de Dobwomu; allí se'ls van unir al segle xix els ganagana de Duma que aleshores vivien a l'emirat de Lapai, empesos per les incursions dels fulani. La gent parlava la llengua koro i la llengua ganagana, quedant alterats els llenguatges propis; els koros de Kutumbawa (que eren musulmans) a més, parlaven hausa, afectant també a la llengua. Els pobladors original foren anomenats "kukwadagba" i eren pagans, però koros i ganagana estaven molt integrats.
Al segle xx es van traslladar des de Ezuba a Gwarinpa o New Zuba en el regnat de Mijin Gbako (1925-1935) i de l'emir d'Abuja Musa Angulo (1931). Els koro Huntu que encara vivien a Zumwa, es van traslladar a Zuba-Kapare, prop de Kafin Koro; un membre de la família reial dels koro de Sinapa, a causa d'una disputa pel poder, va emigrar i es va establir a Tuci, i un altre ho va fer a Surubu a un lloc anomenat Ebo però en aquest cas va romandre lleial a la dinastia koro de Shinapa.

## Símbols i administració
El regne tradicional de Zuba és el més antic, gran i important. Té tots els símbols de poder: espasa, llança, trompetes (kakaki), cadenes (sarka), etc. Té un sistema administratiu encapçalat per l'agora (ministre principal) amb departament dirigits per madaki (Datsokoki), sarkin pada (Dada), Barde (Dabeje) i Turaki, a l'interior del palau. El cap de Zuba té preeminència sobre els caps koro de Ijakoro, Wuse, Abuchi, Tuci, Dogonkkurmi, Dutse Alhaji i Kawu. Altres tenen caps d'altres tribus: Jiwa, per gent de Zaria; Pai i Kundu per fulanis; Ashara per ganagana; Wako per arogo, Kuje, Kabi i Gaube per gades; i Izom per gwari yamma, tot reconeixent la preeminencia de Zuba. El cap de Zuba dirigia a tots els altres caps reconeguts de l'àrea d'Abuja cap a Zaria a pagar el tribut anual de coexistència en pau; s'oferien 12 esclaus al rei habe i es rebia l'espasa, un cavall i barnussos (alkyabba). Les relacions amb Zaria es remunten abans que el darrer rei de Zaria, Mahamadu Makau, fos expulsat pels fulanis el 1804. Lord Lugard va enviar una bandera britànica al cap de Zuba en reconeixement del seu govern el 4 de maig de 1900.

## Governants de Shinapa, després Dobwomu, després Zuba (títol datsu)
- Gaguma 1503-1548
- Hehehe 1549-1597
- Goa 1598-1621
- Darara 1622-1656
- Afaka I 1657-1710
- Ibrahim 1711-1756
- Bawa I 1757-1773
- Gbowo 1774-1805
- Ali (Mai Nasara) 1806-1823
- Afaka II 1824-1854
- Abdullahi I 1854(7 dies)
- Kobe 1854-1858
- Datsu Biri 1859-1869
- Datsu Bawa II (Muhammadu) 1870-1912
- Protectorat britànic, maig de 1900
- “Ami” (Mamman) 1913-1917
- Abdullahi II (Audu Sarkin Yamma) 1918-1924
- Salihu (Mijin Gbako) 1925-1935
- Mamman Nukoki (Mijin Kpenkashe) 1936-1938
- Gani (Mamman Gani) 1939-1944
- Umaru 1945-1965
- Abu 1966-1975
- Jibrin Ibrahim 1975-1982
- Dagadima (Galadima) Alh. Musa Salihu 1983-1988 (cap, no porta el títol de datsu)
- Jibrin Mohammadu 1988-1991
- Muhammadu Abuja (Mamman Kikaki) 1991-2008
- Muhammadu Bello Umar 30 de març de 2008-